# Domaine de Vassiliovo
Le domaine de Vassiliovo (en russe : Василёво (усадьба)) est un domaine situé dans la localité de Vassiliovo dans le raïon de Torjok de l'oblast de Tver, en Russie européenne. Sa fonction actuelle est le musée architectural et ethnographique de Vassiliovo. Il est inscrit la liste indicative du patrimoine mondial depuis février 2023.

## Histoire
Le domaine a été érigé par Nikolaï Lvov à la fin du XVIIIe siècle, avec un réseaux d'étangs, un pont en pierre et la maison principale, sans compter les jardins.
Sur le site a été créé en 1976-1977 un musée. Des monuments en bois (églises, chapelles, maisons) ont été transportés de différents endroits de l'oblast vers le musée. Il y a au total 17 monuments transportés dans le musée.

## Patrimonialité
L'édifice est classé dans la liste de l'héritage patrimonial de la Russie d'importance fédérale sous le no 6901929000 depuis 1995. Le domaine fait partie du site intitulé « Centre-ville historique de Torjok et propriétés de campagne conçues par Nikolaï Lvov », inscrit par le gouvernement russe le 13 février 2023 sur la liste indicative du patrimoine mondial de l'Unesco,.